# Ewa Sonnet
Pour les articles homonymes, voir Dąbrowska.
Ewa Sonnet de son vrai nom Beata Kornelia Dąbrowska, née le 8 mars 1985, à Rybnik en Pologne, est une chanteuse et modèle de charme polonaise.

## Biographie
Après le lycée, Ewa Sonnet s'est lancée dans l'industrie du divertissement pour adulte (photos et vidéos « de charme ») en raison de sa poitrine généreuse (105 F) et de sa beauté. Elle accepta alors de devenir modèle. Fin 2003, Ewa Sonnet commença à poser pour le site Web polonais populaire « Busty.pl », un site Web très connu en Europe et aux États-Unis. Elle a posé un grand nombre de fois et a tourné plusieurs vidéos « tout public » puisqu’elle ne pose pas entièrement nue en règle générale, malgré de nombreuses sollicitations.
En novembre 2005, Ewa Sonnet pose pour le magazine polonais CKM. Dans l'entretien, elle indiqua que ses seins sont naturels. Le 11 décembre 2005, elle fit sa première apparition à la télévision dans The Kuba Wojewodzki Show sur la chaîne Polsat en Pologne ; l'animateur demanda à Ewa à quelle époque ses seins avaient commencé à grossir, elle répondit qu'ils avaient commencé pendant sa dernière année de lycée. Elle fit cette apparition à la télévision pour faire la promotion de son nouvel album Niełegalna.
En janvier 2006, Ewa commence une série de concerts dans toute la Pologne. Elle posa encore dans le numéro de novembre 2006 du magazine polonais CKM.
Le 16 janvier 2007, Ewa a officiellement confirmé qu'elle a terminé son second album dont les 11 morceaux ont été enregistrés en Suède. L'album est sorti le 11 mars 2007.
Elle renoue avec la télévision en participant en 2010 et 2011 à l'émission polonaise Gwiazdy tańczą na lodzie (adaptation de l'émission britannique Dancing on Ice).
Ewa Sonnet semble avoir cessé ses activités de modèle de charme et de chanteuse pour la plupart. Il est indiqué qu'elle a terminé son contrat et qu'elle travaille actuellement à son propre compte. Le site de Busty.pl qui avait hébergé ses débuts a arrêté ses mises à jour mensuelles et s'alimente sur du contenu pré-enregistré, le nouveau contenu se faisant rare.
En 2013, elle renoue avec le monde du charme et lance son nouveau site internet ou elle publie quotidiennement des vidéos de charme la mettant en scène.

## Discographie
- 2006 Nielegalna (Illegal)
- 2007 Hypnotiq (Hypnotic)

## Singles
- 2005 ...I R'n'B
- 2005 ...I R'n'B (More Booty Mix)
- 2005 Tell Me Why
- 2005 C'est La Vie
- 2006 Niech Ta Noc Nie Kończy Się (Blackbeat RMX)
- 2006 Nie zatrzymasz mnie
- 2007 Cry Cry